# 佐伯真持
佐伯 真持（さえき の まもち）は、平安時代初期から前期にかけての貴族。姓は直のち宿禰。官位は従五位下・玄蕃頭。

## 経歴
承和4年（837年）一族の長人と共に直姓から宿禰姓に改姓する。承和13年（846年）従五位下・遠江介に叙任されると、仁寿3年（853年）山城介と仁明朝末から文徳朝にかけて地方官を務めた。清和朝に入ると、貞観2年（860年）玄蕃頭と京官を務めている。
空海の十大弟子である実恵・道雄の親族であり、宿禰姓への改姓や京兆への貫附は両法師に依るものだったとされる。一方で空海自身の親族である佐伯田公の子孫は遅れて貞観3年（861年）になって宿禰姓への改姓がなされた。

## 官歴
『六国史』による。
- 時期不詳：正八位上
- 承和4年（837年） 10月23日：直から宿禰に改姓
- 時期不詳：正六位上
- 承和13年（846年） 正月7日：従五位下。7月10日：遠江介
- 仁寿3年（853年） 正月16日：山城介
- 貞観2年（860年） 2月14日：玄蕃頭